# Archer County
Archer County är ett administrativt område i delstaten Texas, USA, med 9 054 invånare (2010). Den administrativa huvudorten (county seat) är Archer City. 

## Geografi
Enligt United States Census Bureau så har countyt en total area på 2 398 km². 2 356 km² av den arean är land och 42 km² är vatten. 

### Angränsande countyn
- Wichita County - nord
- Clay County - öst
- Jack County - sydost
- Young County - syd
- Baylor County - väst